# Nádia Farage
Nádia Farage é uma antropóloga brasileira que é referência teórica no campo da  Etnologia e História Indígena, com especialização na colonização portuguesa no rio Branco, região que compreende o atual estado brasileiro de Roraima, e também em questões envolvendo a etnografia multiespécie.

## Biografia

### Educação
Em 1980, Nádia Farage se graduou em Ciências Sociais na Universidade Estadual de Campinas (UNICAMP), tendo prosseguido seus estudos no campo da Antropologia Social junto à mesma universidade, obtendo o título de mestre pela UNICAMP em 1986, em pesquisa que foi orientada pela antropóloga Manuela Carneiro da Cunha.
Em 1987, ela ganhou o Concurso Brasileiro ANPOCS de obras científicas e teses universitárias em Ciências Sociais pela pesquisa apresentada em sua dissertação de mestrado, conforme o "Livro dos Nomes da Associação Nacional de Pós-Graduação e Pesquisa em Ciências Sociais" (ANPOCS).
Após passar alguns anos desenvolvendo trabalho de campo etnográfico perante os povos indígenas de Roraima, tendo inclusive participado de ações de articulação político-indigenista para combater a perseguição e extermínio aos Yanomami e pela criação da Terra Indígena Yanomami, ela ingressa no Programa de Pós-Graduação da  Faculdade de Filosofia, Letras e Ciências Humanas da USP, tendo defendido no ano de 1997 sua tese de doutorado em Letras na USP.
Em 2006, ela concluiu pós-doutorado no Museu Nacional da Universidade Federal do Rio de Janeiro.

### Carreira acadêmica
Após ser aprovada por concurso público para professora do Departamento de Antropologia do Instituto de Filosofia e Ciências Humanas da UNICAMP (IFCH-UNICAMP), onde lecionaria Etnologia Indígena na graduação de 1985 a 2015, ela continua a desenvolver a orientação acadêmica de pesquisas de mestrado e doutorado em Antropologia. Ademais, Nádia Farage se tornaria Fellow e Visiting Professor junto ao Centre for Amerindian, Latin American and Caribbean Studies da Universidade de St. Andrews, na Escócia (Reino Unido).
Entre 2004 a 2008, foi conselheira suplente representando a comunidade universitária no Conselho Estadual de Assuntos Indígenas do Governo do Estado de São Paulo. Em 2008, Nádia Farage foi indicada como conselheira titular no mesmo colegiado, tendo exercido o seu mandato até 2010.
Entre 2008 a 2012, Nádia Farage exerceu o cargo de Diretora do IFCH-UNICAMP.
Em 3 de julho de 2014, ela foi empossada como conselheira titular do Conselho Municipal de Proteção e Defesa dos Animais de Campinas, onde atuou representando a comunidade científica na deliberação sobre políticas públicas de proteção animal até o ano de 2015.
Em 2016, Nádia Farage foi professora visitante na Universität Wien (Universidade de Viena), situada na Áustria, onde ela ministrou o curso Anthropological theory and animal studies - current debates for a multi-species ethnography.
Entre 2016 a 2018, na condição de pesquisadora-bolsista do CNPQ, Nádia Farage desenvolveu pesquisa antropológica intitulada "Um enredo de traição: Relações interespecíficas e conflito agrário no Zimbawe contemporâneo", o qual virou capítulo do livro "Humans and Animals: Intersecting Lives and Worlds", uma coletânea publicada em inglês.
Desde 2021, ela atua como colaboradora no Programa de Pós-Graduação stricto sensu do Museu Paraense Emílio Goeldi, onde leciona voluntariamente a disciplina Fundamentos Teórico-Metodológicos.

## Realizações
Nádia Farage foi uma das pioneiras da História Indígena no Brasil, junto com antropólogas como Manuela Carneiro da Cunha para o desenvolvimento de pesquisas nessa área, especialmente em relação à etnologia dos povos Macuxi e Wapixana, além de contribuir para o estudo da história do estado de Roraima.
Durante a década de 1980, ela se engajou na luta por direitos dos povos indígenas do Brasil, tendo participado da Comissão pela Criação do Parque Yanomami (CCPY), ativismo indigenista que resultou na criação da Terra Indígena Yanomami.
Em 1987, a sua dissertação de mestrado em Antropologia foi premiada pela ANPOCS. Essa pesquisa virou um livro que foi publicado em 1991. Comentando essa realização científica desempenhada por Nádia Farage, David Cleary afirma que: Nádia Farage has told this story in a superb reconstruction of events along the Rio Branco and its tributaries in the eighteenth century. It is difficult to believe the text began life as a master's thesis, not so difficult to see why it received the prize for best master's thesis of its year in the social sciences by the Brazilian association for postgraduate research.
Antropóloga brasileira reconhecida no exterior, Nádia Farage foi convidada para ser professora visitante na Universidade de St. Andrews, na (Escócia,Reino Unido) e na Universidade de Viena (Áustria).

## Prêmios
- Concurso Brasileiro ANPOCS de obras científicas e teses universitárias em Ciências Sociais - Dissertação de Mestrado (1987).[5][6]

## Obras

### Livros
- FARAGE, Nádia. As Muralhas dos Sertões: Os Povos Indígenas no Rio Branco e a Colonização. Rio de Janeiro: Paz e Terra, 1991.[14][15]
- FARAGE, Nádia; AMOROSO, M. R. (Orgs.). Relatos da fronteira amazônica no século XVIII: documentos de Alexandre Rodrigues Ferreira e Henrique João Wilckens. São Paulo: NHII-USP/FAPESP, 1994.

### Principais artigos e capítulos de livros
- FARAGE, Nádia. De guerreiros, escravos e súditos: o tráfico de escravos Carib-holandês. Anuário Antropológico, 1985.
- FARAGE, Nádia. A ética da palavra entre os Wapishana. Revista Brasileira de Ciências Sociais, São Paulo, 1998.
- FARAGE, Nádia. Instruções para o presente: os brancos em práticas retóricas Wapishana. In: Bruce Albert; Alcida Rita Ramos. (Orgs.). Pacificando o branco: cosmologias do contato no norte-amazônico. São Paulo: Editora Unesp, 2002.
- FARAGE, Nádia. Rebellious Memories: The Wapishana in the Rupununi Uprising, Guyana, 1969. In: WHITEHEAD, N.L. (Org.). Histories and Historicities in Amazonia. Lincoln: University of Nebraska Press, 2003.
- FARAGE, Nádia. De ratos e outros homens: resistência biopolítica no Brasil moderno. In: LÉPINE, C.; HOFBAUER, A.; SCHWARCZ, L.K.M. (orgs.). Manuela Carneiro da Cunha: o lugar da cultura e o papel da antropologia. Rio de Janeiro: Editorial Beco do Azougue, 2012.
- FARAGE, Nádia. Open secret: Machado de Assis and the antivivisection movement. Yearbook of Cosmopolitan Studies, v. 4, p. 1-44, 2019.